# Camilo Pérez Laporta
Camilo Pérez Laporta (Alcoy, 13 februari 1852 – aldaar, 5 februari 1917) was een Spaans componist en dirigent. Ook zijn oudste zoon Camilo Pérez Monllor (1877-1947), maar ook zijn jongere zoon Evaristo Pérez Monllor (1880-1930) waren componisten en dirigenten.

## Levensloop
Pérez Laporta, die in zijn geboorteplaats vaak "Camilo el roig" genoemd werd, kreeg op zeer jonge leeftijd al muzieklessen van Rafael Miralles en Francisco Cantó Botella en Juán Cantó muziektheorie, harmonie en solfège. Als componist was hij zeer productief en met drie werken won hij belangrijke prijzen, te noemen Himno a la Santa Faz die in Alicante met een gouden medaille bekroond werd, verder de Alicante - polonesa de concierto won eveneens in Alicante een gouden medaille tijdens een compositiewedstrijd dat georganiseerd werd door de "Sociedad Literaria Spectaclub" op 7 augustus 1890 en ten slotte Lo Crit del Palleter, symfonisch gedicht won in 1908 tijdens een compositie-concours van de culturele vereniging "Lo Rat Penat" te Valencia.
Hij was dirigent van de Banda Municipal de Villena (1892-1898) en van de Banda de Música de Corporació musical "Primitiva" d'Alcoi tot 1913.
Verder componeerde hij paso-dobles, plechtige marsen en kerkmuziek.

## Composities

### Werken voor banda (harmonieorkest)
- 1880 La Primera Diana, paso-doble
- 1890 Alicante - polonesa de concierto, concert-polonaise
- 1890 Krouger, paso-doble[1]
- 1894 El Capitán, paso-doble
- 1904 Benixerrajs, marcha árabe
- 1908 Lo Crit del Palleter, symfonisch gedicht[2]
- 1909 Fontinens, paso-doble (opgedragen aan de stad Ontinyent)
- A-Ben-Amet, marcha árabe
- El Transvaal, marcha mora
- El 5º de la tarde
- Himno a la Santa Faz, hymne
- La Canción del harén, marcha mora
- La Oración, processiemars
- Sueño de artista, paso-doble

### Missen en andere kerkmuziek
- 1914 Mis in F, voor solisten, gemengd koor en orgel (opgedragen Fray Gonzalo Gadea Valls)

## Media
1. ↑  Krouger door Banda de Música Unión Musical Ciudad de Asís o.l.v. Juan Enrique Canet Todolí. Gearchiveerd op 18 augustus 2019.
2. ↑  Lo Crit del Palleter door Banda de Música de Corporació musical "Primitiva" d'Alcoi o.l.v. Àngel Lluís Ferrando. Gearchiveerd op 12 oktober 2016.

- Biblioteca Nacional de España: XX1082491
- MusicBrainz: 104208e6-b761-4c18-bcb8-4c3194d1980d
- Virtual International Authority File: 86725290
- WorldCat: E39PBJfMkH3vGwq8FxBRRMTCQq